# Trevesia vietnamensis
Trevesia vietnamensis là một loài thực vật có hoa trong Họ Cuồng. Loài này được J.Wen & Phan Kế Lộc mô tả khoa học đầu tiên năm 2007.